# Bonellia pauciflora
Bonellia pauciflora là một loài thực vật có hoa trong họ Anh thảo. Loài này được (B.Ståhl & F.S.Axelrod) B.Ståhl & Källersjö mô tả khoa học đầu tiên năm 2004.